# جاك أدام دريالسما
جاك أدام دريالسما (بالهولندية: Jacques Drielsma)‏ هو سياسي سورينامي، ليس له أي اٍنتماء حزبي. تولى منصب وزير أول في الفترة ما بين 5 أفريل 1951 و4 جوان 1951.